# Police magazine
Police magazine est un hebdomadaire français consacré aux faits divers criminels, fondé en 1930 et disparu en 1939. Il fut le principal concurrent de Détective.

## Histoire
Police magazine est lancé le 30 novembre 1930 à Paris, au 30 rue Saint-Lazare, et promet, « grâce à ses ramifications dans le monde entier, [qu'il] pénétrera partout et sera à même de faire les plus sensationnelles révélations sur les affaires les plus mystérieuses ». C’est une filiale de la Société parisienne d'édition des Frères Offenstadt. Le périodique de seize pages paraît tous les dimanches, illustré de nombreuses reproductions photographiques au service d'une mise en page pleine d'effets d'annonce. Parmi les premiers contributeurs réguliers, on trouve les signatures de Raymond Bernard, André Charpentier, Jean Kolb, Henry Musnik, Armand Villette (1866-1942),.
Il paraît régulièrement jusqu'au 2 juillet 1939 (n° 449), puis change de nom et devient Partout Police magazine, avant de disparaître après le 3 septembre 1939 (n° 458).